# 高倉陸橋
高倉陸橋（たかくらりっきょう）は、京都駅東寄りの東海道本線上に架かっていた京都電気鉄道伏見線専用の木橋。
架橋当時の京都駅には南口は無く、踏切を挟んで南にあった伏見線七条停車場（現在の東海道本線線路敷内、京阪七条駅とは異なる場所）とは徒歩で往来していた。1901年（明治34年）の高倉陸橋架設後、伏見線は京都駅正面まで運行するようになり、京都駅正面に七条駅前電停が開業、七条停車場は廃止した。
京都駅改修（駅舎・線路を含む駅全体、現在の駅前広場一帯から現在地に移設拡張）に伴う東海道本線付け替えの為、新しく架設された高倉跨線橋に伏見線を付け替えて、高倉陸橋は1914年（大正3年）に撤去された。

## 沿革
- 1901年（明治34年）4月12日 - 高倉陸橋架設
- 1914年（大正3年）月日不明 - 京電伏見線を高倉跨線橋に付け替え、高倉陸橋撤去